# Apache Storm
Storm是一个分布式计算框架，主要由Clojure编程语言编写。最初是由Nathan Marz及其团队创建于BackType，该项目在被Twitter取得后开源。它使用用户创建的“管（spouts）”和“螺栓（bolts）”来定义信息源和操作来允许批量、分布式处理流式数据。最初的版本发布于2011年9月17日。
Storm应用被设计成为一个拓扑结构，其接口创建一个转换“流”。它提供与MapReduce作业类似的功能，当遇到异常时该拓扑结构理论上将不确定地运行，直到它被手动终止
2013年，Apache软件基金会将Storm纳入它的孵化计划。

## 开发
Storm是在Eclipse公共许可证下开发的，这使得它可以被许多公司使用。在Apache孵化计划下，Git被用于版本控制，Atlassian JIRA被用于问题跟踪。
| 版本    | 发布日期       |
| ------- | -------------- |
| 0.9.0.1 | 2013年12月8日  |
| 0.9.0   | 2013年12月8日  |
| 0.8.0   | 2012年8月2日   |
| 0.7.0   | 2012年2月28日  |
| 0.6.0   | 2011年12月15日 |
| 0.5.0   | 2011年9月19日  |